# Hollandsche Constructie Werkplaatsen

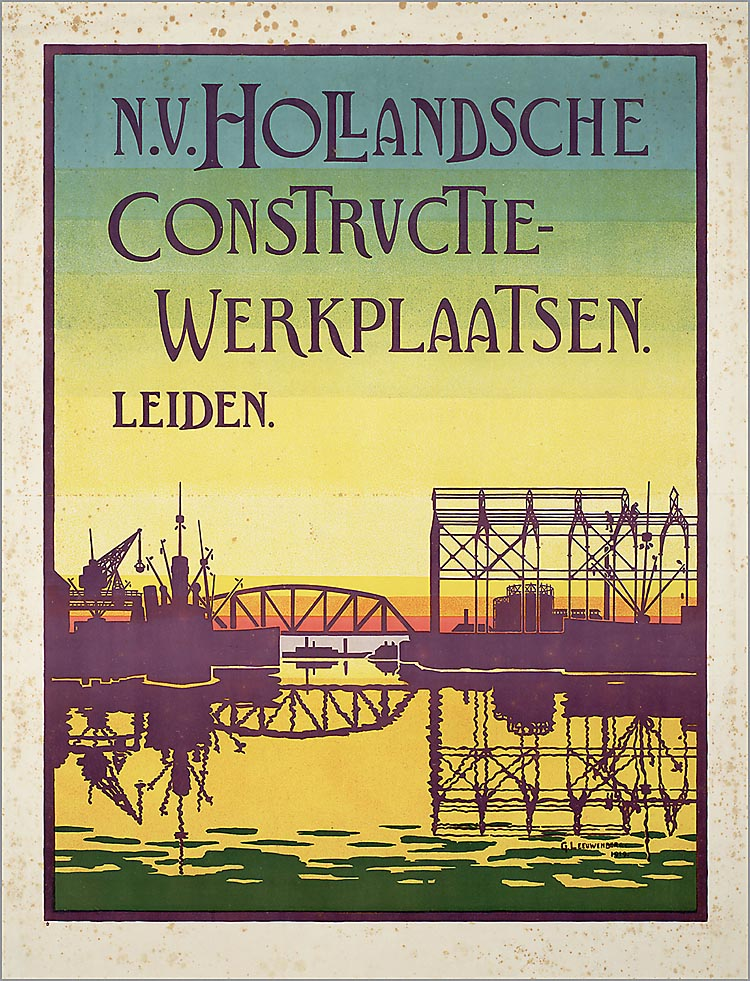
Affiche N.V. Hollandsche Constructiewerkplaatsen (1919-1920)

De N.V. Hollandsche Constructie Werkplaatsen (HCW) was een Nederlands constructiebedrijf opgericht in 1914 te Leiden als voortzetting van de al bestaande firma Van Egmond & co.

## Start
In 1898 startte Hendrikus Gerardus van Egmond onder eigen naam een smederij die zich al snel specialiseerde tot constructiewerkplaats met overkappingen en bruggen, ook voor Nederlands-Indië. In 1904 verbond hij zich met Anton Alexander Hasselbach en werd de bedrijfsnaam Van Egmond & co. Het bedrijf behoorde al gauw tot de meer belangrijke constructiewerkplaatsen in den lande met onder meer leveranties voor de koloniën. De omzetting in 1914 in een nv onder de naam Hollandsche Constructiewerkplaatsen, Machinefabriek en Grofsmederij v/h H G van Egmond & co. met een nominaal kapitaal van f 500.000 waarvan f 245.000 volgestort betekende een financiële verbreding. HCW leverde onder andere tussen circa 1915-20 460 elektriciteitsmasten voor de Banka tinmijnen. In de jaren dertig de staalconstructie en de gevelbekleding voor de door architect Jan Duiker ontworpen Cineac (1934) in de Reguliersbreestraat in Amsterdam, en bouwde in 1937 samen met de Koninklijke Nederlandsche Grofsmederij te Leiden de Rijnbrug, een basculebrug over de Nieuwe Rijn.
Tijdens de Tweede Wereldoorlog werd HCW geleid door directeur ir. Felix Guljé. Na de Tweede Wereldoorlog werd Guljé op grond van zijn functie bij de HCW verdacht van economische collaboratie. Hij werd in mei 1945 geschorst, zat van augustus tot oktober 1945 gevangen, en stond vervolgens onder huisarrest. Op 1 maart 1946 werd hij door de oud-verzetsstrijdster Atie Ridder-Visser vermoord, waarna de zaak tegen hem moest worden geseponeerd. Zijn mede-directeur Emile Colin werd berecht door de Centrale Zuiveringsraad voor het Bedrijfsleven (CZR) en schuldig bevonden aan economische collaboratie zonder oplegging van straf.
De N.V. Hollandsche Constructie Werkplaatsen werd in 1967 samen met onder andere de Nederlandsche Electrolasch Maatschappij ondergebracht in de Hollandse Constructie Groep. Deze fuseerde een jaar later met de Hollandsche Beton Maatschappij, tot de Hollandse Beton Groep (HBG). In 1987 werden alle activiteiten van Leiden naar Schiedam verplaatst. Na een herstructurering in 1990 ging de staalconstructie verder onder de naam Hollandse Staalbouw Maatschappij (HSM). Deze werd in 2000 omgedoopt in HBG Steel Structures, dat in 2004 werd omgedoopt in BAM Steel Structures. In dat jaar werden  de aandelen in het bedrijf verworven door de RijnDijk Groep, die in 2009 verderging als de Andus Group.
De nog steeds bestaande tuinvereniging Cronesteyn in Leiden werd op 13 april 1942 ingericht op een terrein van 2,8 ha voor 98 leden uit het personeel van de Hollandse Constructiewerkplaatsen.

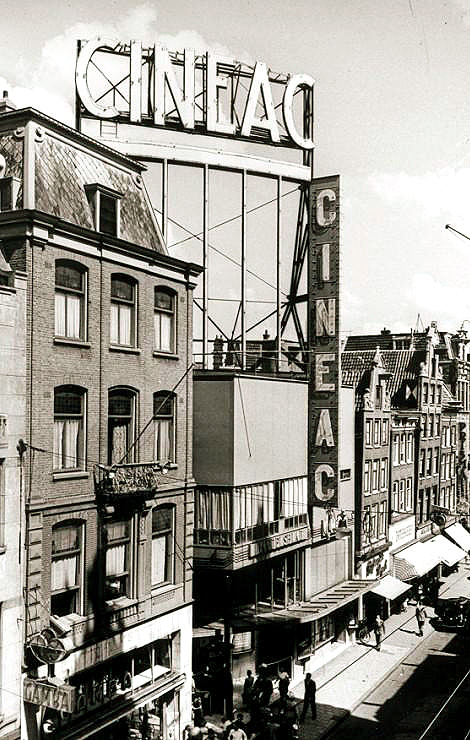
Cineac te Amsterdam
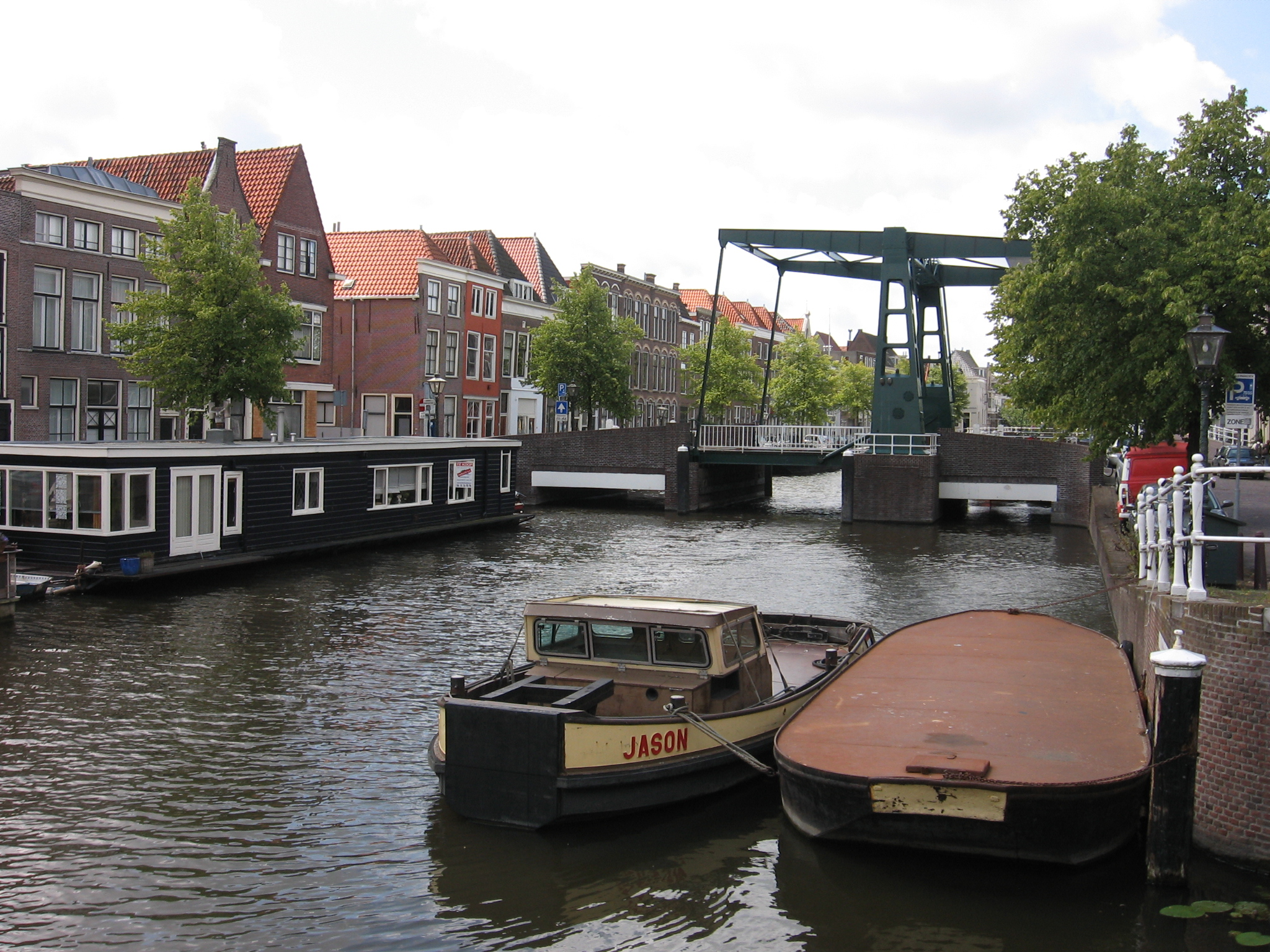
Rijnbrug over Nieuwe Rijn Leiden
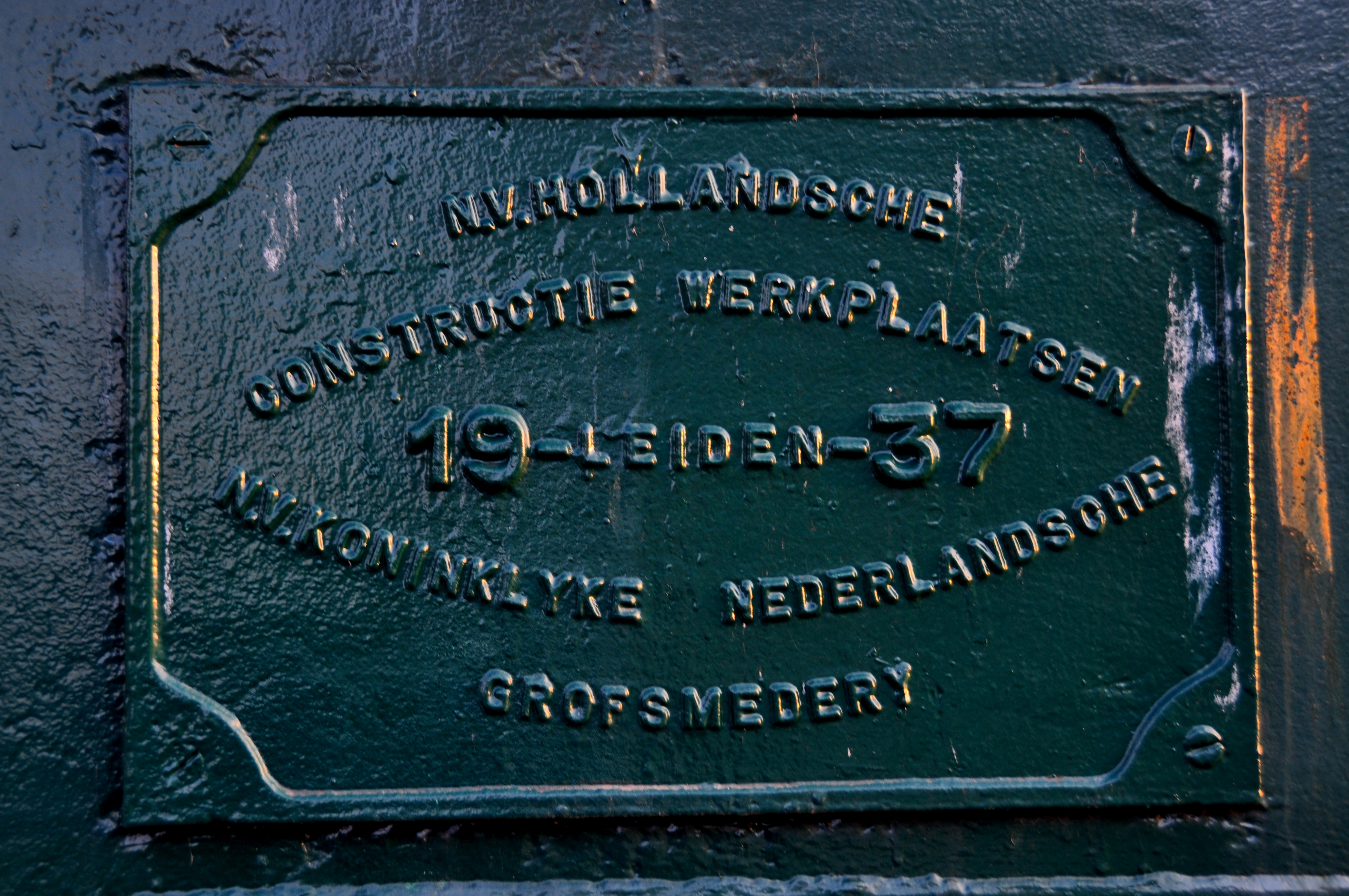
Brugplaat op Rijnbrug over Nieuwe Rijn Leiden